# انچین
انچین (انگلیسی: Enchin; ۸ آوریل ۰۸۱۴ – ۴ دسامبر ۰۸۹۱) نویسنده، و بهکشو اهل ژاپن بود.